# Niflheim
Niflheim er, i nordisk mytologi, tågeverdenen; en mørk og kold region under Yggdrasils rødder. Ved jordens skabelse, modsvarende og samspillende med ild-regionen Muspelheim, der - modsat Niflheim - ligger mod syd. Gennem Niflheim løber en enorm flod, Hvergelmir. Den strømmer med en sådan fart at den ikke kan nå at fryse. Hvergelmir deler sig i 11 mindre floder, Elivagar. Disse elve strømmer mod syd, mod Ginnungagap, og da de kommer for langt væk fra deres udspring fryser de til is, som hober sig op, og til sidst er hele den ene nordlige af Ginnungagap fyldt med is og kulde.